# Hang in There Girl (canción)
«Hang in There Girl» es una canción escrita e interpretada por el cantautor estadounidense de country Freddie Hart junto con su banda The Heartbeats. Fue publicada en enero de 1974 como sencillo principal de su álbum del mismo nombre.

## Recepción de la crítica
Un escritor no especificado de Record World le otorgó el certificado de “Pick of the Week”, y declaró: “Suave y atractivo, Freddie ofrece uno de sus discos más suaves y melódicos hasta el momento”. Un escritor no especificado de la revista Cash Box calificó «Hang in There Girl» como “una balada amorosa”, e indicó que “Freddie trata la voz con esa dulzura inimitable de Hart que lo llevará directamente a la cima. La exuberante instrumentación se suma al efecto general”. Un escritor no especificado de Billboard describió «Hang in There Girl» como “el primer crossover importante del año. Un sonido de orquesta completo, el canto fenomenal de Hart, una melodía rica con letras significativas y un éxito seguro. Seguramente tendrá difusión country y pop”.

## Lista de canciones
Todas las canciones escritas y compuestas por Freddie Hart

1. «Hang in There Girl» – 2:41
2. «You Belong to Me» – 2:32

## Créditos y personal
Créditos adaptados desde las notas de álbum de Hang in There Girl.
Freddie Hart and the Heartbeats
- Freddie Hart – voces, guitarra
- Buddy Church – guitarra líder
- Marc Chase – guitarra rítmica
- Jim Morin – órgano
- JD Walters – steel guitar
- Glen Brodeur – bajo eléctrico
- Archie Michaud – batería

Músicos adicionales
- The Nashville Edition – coros

Personal técnico
- George Richey – productor
- Bill McElhiney – arreglos
- Charlie Tallent – ingeniero de audio
- Lou Bradley – ingeniero de audio

## Posicionamiento

### Gráfica semanal
| Gráfica (1974)                                      | Pico de posición |
| --------------------------------------------------- | ---------------- |
| Estados Unidos (Billboard Hot Country Singles)      | 2                |
| Estados Unidos (Cash Box Country Top 75)            | 2                |
| Estados Unidos (Record World Country Singles Chart) | 1                |

### Gráfica de fin de año
| Gráfica (1974)                           | Pico de posición |
| ---------------------------------------- | ---------------- |
| Estados Unidos (Cash Box Country Top 75) | 71               |